# 지옥에서 온 신사
지옥에서 온 신사는 한국에서 제작된 김영효 감독의 1969년 영화이다. 장동휘 등이 주연으로 출연하였고 신태일 등이 제작에 참여하였다.

## 출연

### 주연
- 장동휘
- 김혜정
- 최인숙
- 이낙훈

## 제작진
- 조명: 정덕규
- 미술: 정우택